# Herbst-Löwenzahn
Der Herbst-Löwenzahn (Scorzoneroides autumnalis (L.) Moench, Syn.: Leontodon autumnalis L.), auch Herbst-Schuppenlöwenzahn oder in Österreich auch Herbst-Leuenzahn genannt, ist eine Pflanzenart aus der Gattung Schuppenlöwenzahn (Scorzoneroides) in der Unterfamilie der Cichorioideae innerhalb der Familie der Korbblütler (Asteraceae). Sie ist in Eurasien verbreitet.

## Beschreibung

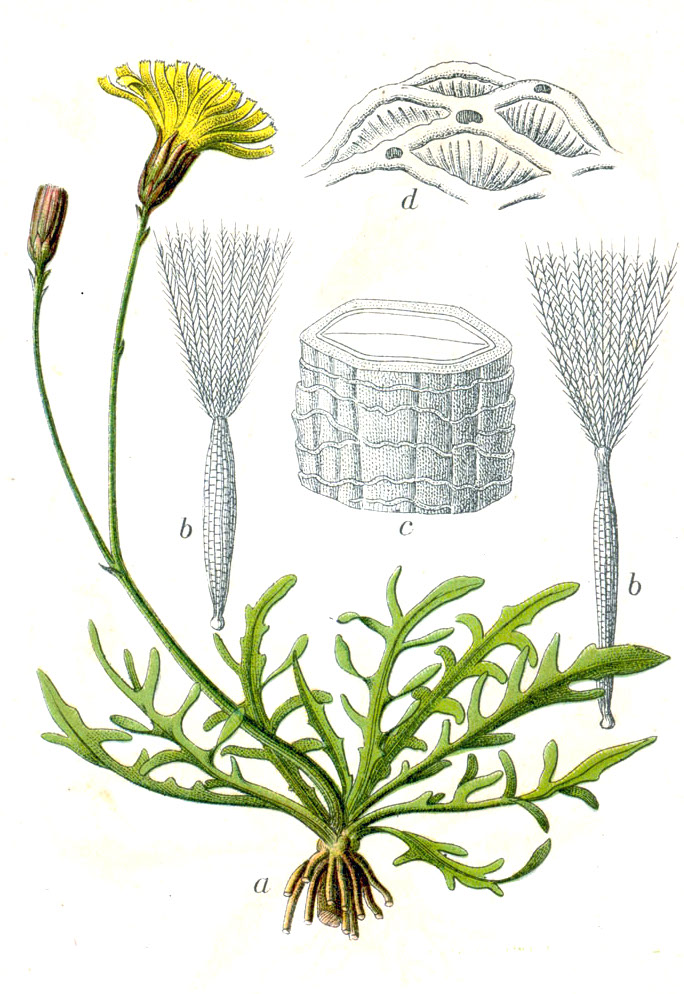
Illustration von Jacob Sturm

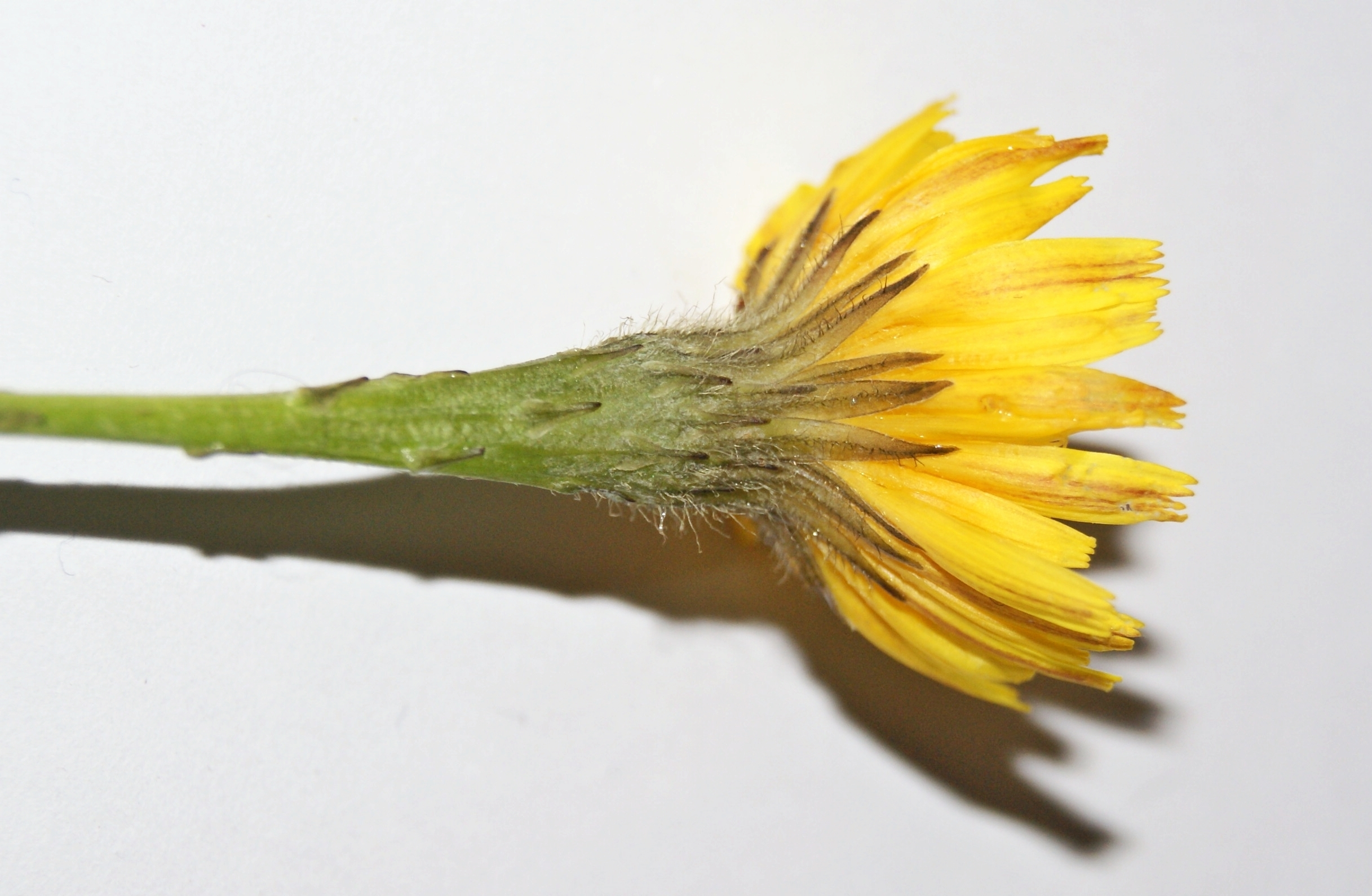
Blütenkorb von der Seite mit dem Involucrum

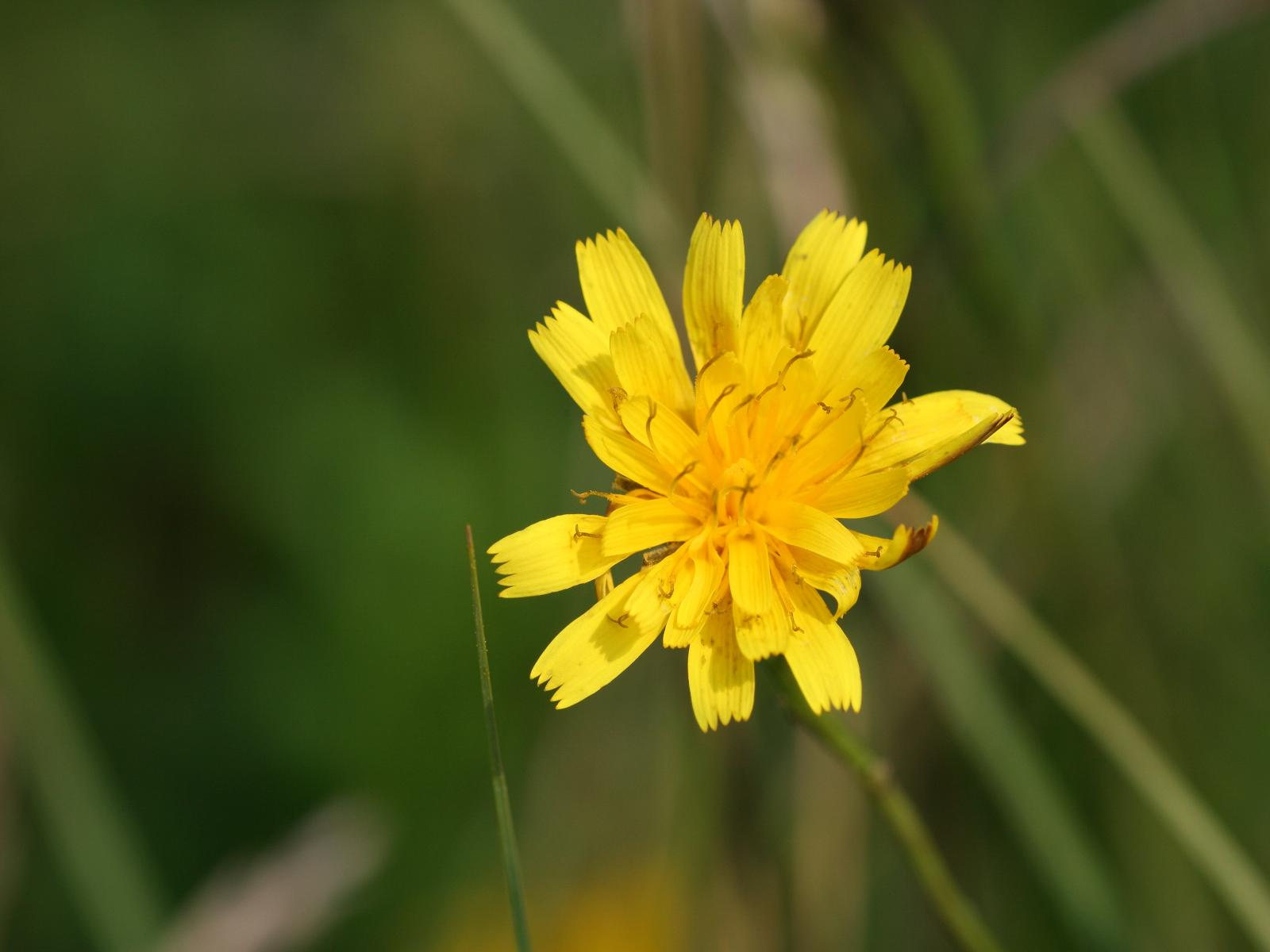
Blütenkorb von oben mit Zungenblüten im Detail

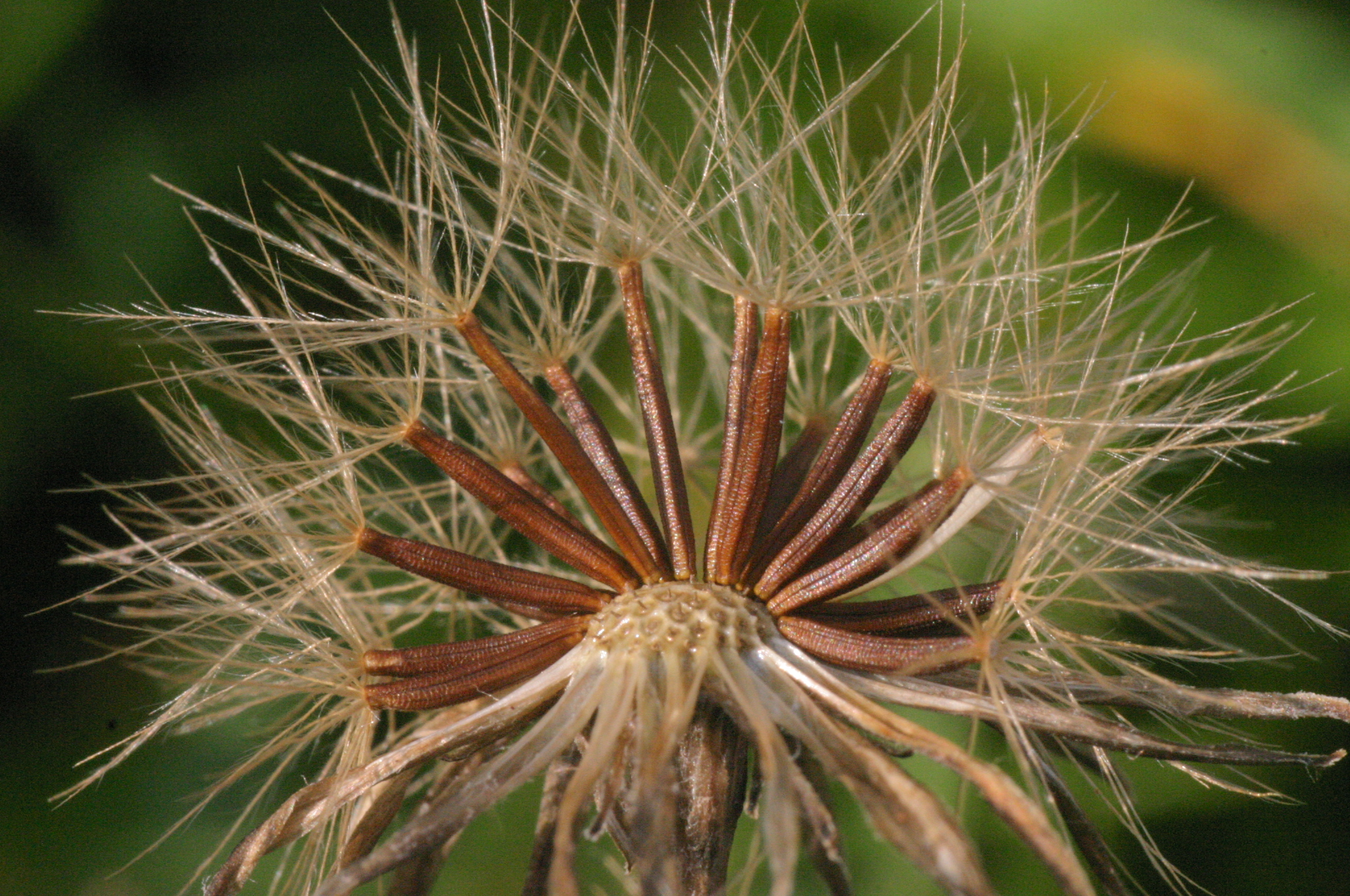
Fruchtstand mit Achänen und Pappus

### Vegetative Merkmale
Der Herbst-Löwenzahn wächst als ausdauernde krautige Pflanze und erreicht Wuchshöhen von 5 bis 60 Zentimetern. Je Pflanzenexemplar ist nur ein oder zahlreiche Stängel vorhanden. Der aufsteigende oder aufrechte Stängel ist verzweigt, kahl, fein gerillt, blattlos oder trägt an der Verzweigungsstelle der Äste kleine lanzettliche Hochblätter.
Die Laubblätter bilden eine grundständige Rosette. Die meist kahle Blattspreite ist bei einer Länge von 2 bis 30 Zentimetern sowie einer Breite von 3 bis 30 Millimetern im Umriss lanzettlich und buchtig gezähnt bis tief-fiederschnittig; ihre Blattabschnitte sind schmal-lanzettlich oder linealisch; sie sind abstehend oder zurückgebogen.  

### Generative Merkmale
Die oben allmählich verdickten und oberwärts schuppigen Blütenstandsschäfte tragen ein bis sieben Blütenkörbe. Die körbchenförmigen Blütenstände stehen vor der Anthese aufrecht. Im Gegensatz zum Gewöhnlichen Löwenzahn ist der Blütenkorbschaft des Herbstlöwenzahnes nicht hohl. Die Hülle (Involucrum) ist bei einer Länge von 7 bis 12 Millimetern sowie einer Breite von 7 bis 11 Millimetern eiförmig-walzlich, dunkel bis schwärzlich grün und kahl oder behaart. Die Blütenkörbe  enthalten nur gelbe Zungenblüten. Die äußeren Zungenblüten besitzen auf der Außenseite einen rötlichen Streifen. Die zwei Griffeläste sind grünlich-gelb und getrocknet schwärzlich.
Die Achänen sind rotbraun, zylindrisch, etwas nach oben verschmälert, 3,5 bis 7 Millimeter lang und quer gerunzelt. Die Pappusborsten sind federig, alle gleich lang und schmutzig weiß.
Die Chromosomenzahl beträgt 2n = 12 oder 24.

## Ökologie und Phänologie
Der Herbst-Löwenzahn ist ein Hemikryptophyt und eine Halbrosettenpflanze.
Die Blütezeit reicht von Juli bis September. Fruchtreife ist von August bis November.
Die Randblüten haben nur im oberen Teil eine UV-Reflexion, die Körbchen sind daher für die Bestäuberinsekten innen dunkel und erscheinen am Rand hell. Die Kronröhre ist kurz, so dass verschiedene Insekten als Bestäuber in Frage kommen. Bestäuber sind Dipteren und Hymenopteren.
Pro Blütenkörbchen entstehen zwischen 165 und 233 Achänen. Diasporen sind die Achänen mit ihrem Pappus, dessen Pappusstrahlen sich bei Nässe hygrochas spreizen. Sie breiten sich als Schirmchenflieger und Wasserhafter aus.
Gallbildungen werden durch Tephritis leontodontis hervorgerufen. Der Herbst-Löwenzahn ist Wirtspflanze für die Pilzarten: Protomyces kreuthensis, Sphaerotheca humuli, Puccinia leontodontis, Bremia lactucae.

## Vorkommen
Das ursprüngliche Verbreitungsgebiet des Herbst-Löwenzahns umfasst Europa und Sibirien. In Nordamerika, Argentinien, Chile, Neuseeland, Island und im fernöstlichen asiatischen Russland ist er ein Neophyt.
Der Herbst-Löwenzahn wächst vorzugsweise auf nährstoffreichen, meist kalkarmen Wiesen und Weiden, Parkrasen, trockenen Salzwiesen und an Wegrändern. Er ist in Mitteleuropa eine schwache Cynosurion-Verbandscharakterart, kommt aber auch in Pflanzengesellschaften der Verbände Agropyro-Rumicion oder Polygonion avicularis vor. Die Unterart Scorzoneroides autumnalis subsp. borealis gedeiht besonders in Gesellschaften des Verbands Poion alpinae.
In den Allgäuer Alpen steigt der Herbst-Löwenzahn im Kleinwalsertal auf der Oberen Zwerenalpe an der Kanzelwand bis in eine Höhenlage von 1850 Meter auf. In Tirol erreicht er 2012 Meter, in Graubünden 2550 Meter und im Kanton Wallis 2400 Meter.
Die ökologischen Zeigerwerte nach Landolt et al. 2010 sind in der Schweiz: Feuchtezahl F = 3w+ (mäßig feucht aber stark wechselnd), Lichtzahl L = 4 (hell), Reaktionszahl R = 3 (schwach sauer bis neutral), Temperaturzahl T = 3 (montan), Nährstoffzahl N = 3 (mäßig nährstoffarm bis mäßig nährstoffreich), Kontinentalitätszahl K = 3 (subozeanisch bis subkontinental), Salztoleranz = 1 (tolerant).

## Systematik

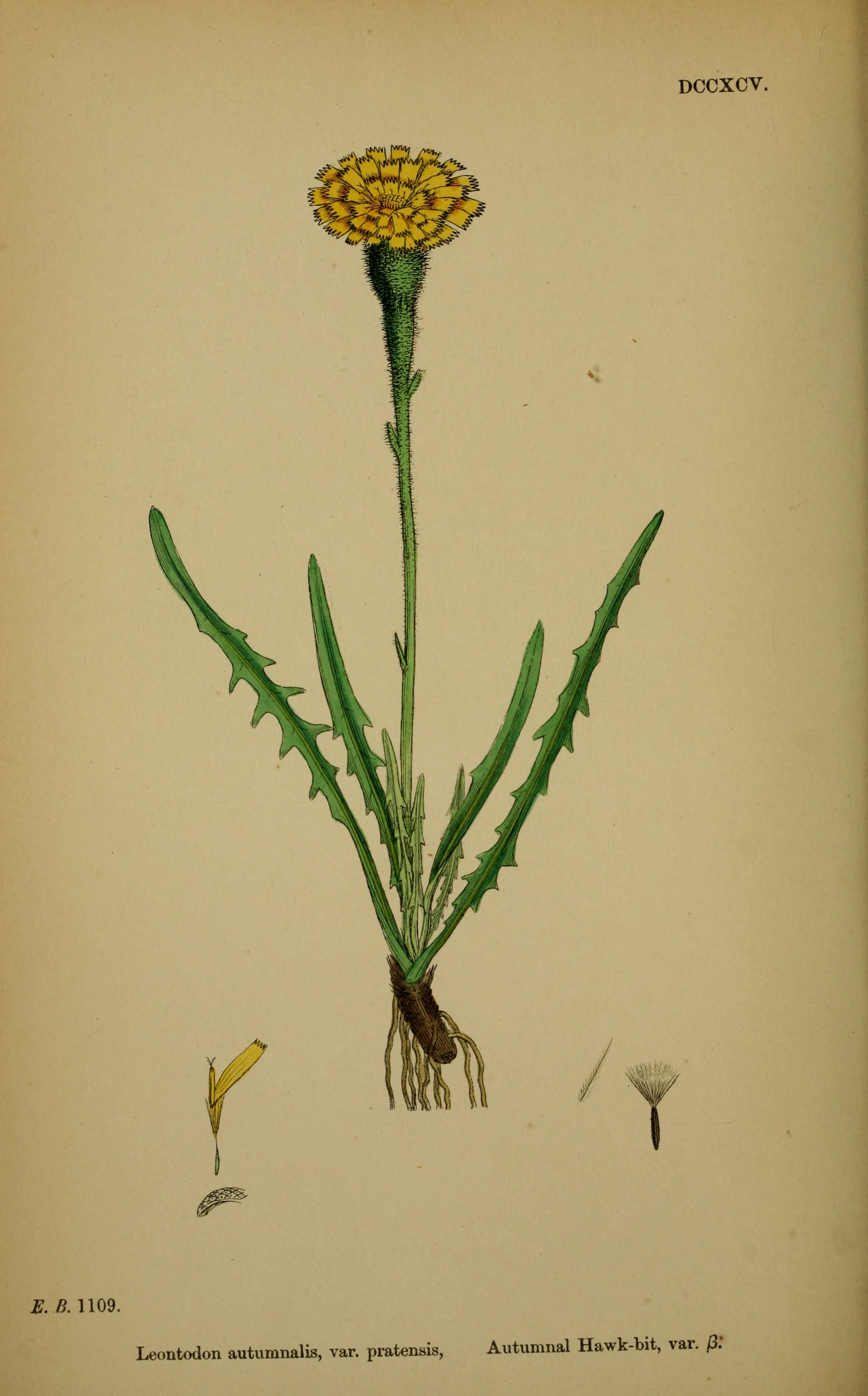
Illustration von Scorzoneroides autumnalis subsp. borealis

Die Erstveröffentlichung erfolgte 1753 unter dem lange Zeit gewohnten Namen (Basionym) Leontodon autumnalis durch Carl von Linné in Species Plantarum, Tomus II, S. 798. Die Kombination Scorzoneroides autumnalis (L.) Moench wurde 1794 durch Conrad Moench veröffentlicht.
Schon innerhalb der Gattung Leontodon wurde der Herbst-Löwenzahn in die auf morphologischer Basis als eigenständig erkannte Untergattung Leontodon subg. Oporinia (D. Don) Claph. gestellt. Ergebnisse molekularphylogenetischer Studien haben gezeigt, dass diese Untergattung keine mit dem Rest der Gattung Leontodon gemeinsame Abstammungslinie bildet und deshalb als eigene Gattung Scorzoneroides Vaill. zu behandeln ist. Scorzoneroides autumnalis (L.) Moench ist Typusart der Gattung Scorzoneroides.
Der Herbst-Löwenzahn ist eine formenreiche Art, je nach Autor gibt es mehrere Unterarten:
- Scorzoneroides autumnalis (L.) Moench subsp. autumnalis
- Scorzoneroides autumnalis subsp. borealis (Ball) Greuter (Syn.: Leontodon autumnalis subsp. borealis Ball, Scorzoneroides autumnalis subsp. pratensis (Hornem.) Elven): Es gibt Fundortangaben für Spanien, Andorra, Frankreich, Italien, die Schweiz, Liechtenstein, Deutschland, Tschechien, Finnland, Polen, die Slowakei, Lettland, Estland, die Ukraine und Rumänien.[10]

Hierher kann auch die folgende Varietät gestellt werden:
- Scorzoneroides autumnalis var. keretina (F.Nyl.) Väre (Syn.: Leontodon keretinus F.Nyl.): Sie kommt in der Ukraine, in Finnland und im europäischen Russland vor.[13]